# Kamasutra (singolo)
Kamasutra è un singolo del duo musicale italiano Paola & Chiara, pubblicato nell'estate del 2003 come terzo e ultimo estratto dal quarto album in studio Festival.

## Descrizione
Originariamente inserito come settima traccia del disco Festival, il brano è uscito come singolo nella versione «Dance Rebel Remix» che si presenta maggiormente rock, diversa da quella pop contenuta nell'album (della durata di 3:56). Kamasutra è una delle canzoni più controverse del duo per via dei contenuti espliciti che ne costrinsero la censura in molte occasioni. Il brano è stato tradotto anche in spagnolo con il titolo Extasis kamasutra.
Il brano contiene al suo interno un campionamento della canzone Mehndi Madhorama Pencha, tratta dalla colonna sonora del film indiano Monsoon Wedding - Matrimonio indiano del 2001 diretto da Mira Nair.

## Video musicale
Il videoclip del brano, che vede la partecipazione dell'attrice Rosalinda Celentano, è stato al centro di polemiche a causa dei contenuti erotici. Non fu mai trasmesso dal canale MTV, ma solo dalle altre reti musicali in fascia notturna e su Internet. Sui canali televisivi musicali italiani visibili in chiaro ne fu trasmessa inizialmente una versione censurata.
Nel 2005, l'inserimento del video nel DVD Video Collection 1997-2005 causò la protesta del Moige, il Movimento Italiano Genitori. Dopo le proteste, la Sony decise di inserire un avvertimento sulla copertina, relativo alla presenza di immagini non adatte ai minori di 14 anni, ma successivamente il prodotto tornò in vendita senza limitazioni.

## Tracce
CD maxi singolo
1. Kamasutra (Dance Rebel Mix) – 3:11
2. Extasis kamasutra (Spanish Speed-Up Vrs) – 3:38
3. Festival (Tropical Free Style 2003 Mix) 4:50
4. A cappella (Re-Mix.it) – 3:10

## Formazione

### Album Version
- Paola Iezzi – voce
- Chiara Iezzi – voce
- Roberto Baldi – tastiere, programmazione
- Michele Monestiroli – tastiere, basso, programmazione
- Cesareo – chitarra

### Dance Rebel Mix
- Paola Iezzi – voce
- Chiara Iezzi – voce
- Roberto Baldi – tastiere, programmazione
- Andrea Zuppini – tastiere, chitarre, programmazione

## Classifiche
| Classifica (2003) | Posizione massima |
| ----------------- | ----------------- |
| Italia            | 19                |

## Altre versioni
Il brano viene nuovamente inciso nel 2023 in collaborazione con Cosmo e incluso nella raccolta discografica del duo Per sempre.